# A'ou
L'a'ou, ou a'uo, est une langue taï-kadaï, de la branche kadaï, parlée dans le Guizhou, en Chine, par les Gelao.

## Classification
L'a'ou (en chinois 阿欧, ā ōu) est un des ensembles de parlers du gelao qui fait partie des langues kadaï, un des groupes des langues taï-kadaï. L'a'ou fait partie du même groupe de parlers que le gelao rouge. Li, Han et Wei utilisent le nom de gelao rouge pour le parler de la frontière sino-vietnamienne mais estiment qu'on peut le considérer comme un sous-dialecte de l'a'ou. Les A'ou de Bigong se nomment eux-mêmes zəɯ13ɭei31 « Gelao Rouges ». Le nom d'a'ou est cependant utilisé dans les classifications comme un synonyme de gelao rouge.

## Phonologie
Les tableaux présentent les phonèmes de l'a'ou parlé dans le village chinois de Bigong (比工) du Xian autonome buyei et miao de Zhenning rattaché à la viille d'Anshun au Guizhou.

### Voyelles
Les voyelles sont : 
|         | Antérieure  | Centrale | Postérieure |
| ------- | ----------- | -------- | ----------- |
| Fermée  | i [i] ɿ [ɿ] |          | ɯ [ɯ] u [u] |
| Moyenne | e [e]       | ə [ə]    |             |
| Ouverte |             | a [a]    | ɔ [ɔ]       |

### Consonnes
les consonnes sont :
|              |              | Bilabiales | Alvéolaires | Alvéolaires | Alv.-p.   | Rétro. | Dorsales  | Dorsales | Dorsales | Glottales |
| ------------ | ------------ | ---------- | ----------- | ----------- | --------- | ------ | --------- | -------- | -------- | --------- |
| Centrales    | Latérales    | Bilabiales | Palatales   | Vélaires    | Alv.-p.   | Rétro. | Uvulaires |          |          | Glottales |
| Occlusives   | Sourde       | p [p]      | t [t]       |             |           |        |           | k [k]    | q [q]    | ʔ [ʔ]     |
| Occlusives   | Sonore       |            | d [d]       |             |           |        |           |          |          |           |
| Occlusives   | Aspirées     | ph [pʰ]    | th [tʰ]     |             |           |        |           | kh [kʰ]  | qh [qʰ]  |           |
| Occlusives   | pl [pl]      |            |             |             |           |        |           |          |          |           |
| Occlusives   | bl [bl]      |            |             |             |           |        |           |          |          |           |
| Fricatives   | sourdes      | f [f]      | s [s]       | ɬ [ɬ]       | ɕ [ɕ]     |        |           |          | χ [χ]    | h [h]     |
| Fricatives   | Sonore       | v [v]      | z [z]       |             | ʑ [ʑ]     |        |           | ɣ [ɣ]    | ʁ [ʁ]    |           |
| Fricatives   | vl [vl]      |            |             |             |           |        |           |          |          |           |
| Affriquées   | Sourde       |            | ts [t͡s]     |             | tɕ [t͡ɕ]   |        |           |          |          |           |
| Affriquées   | Aspirées     |            | tsh [t͡sʰ]   |             | tɕh [t͡ɕʰ] |        |           |          |          |           |
| Liquides     | Liquides     |            |             | l [l]       |           | ɭ [ɭ]  |           |          |          |           |
| Nasales      | Nasales      | m [m]      | n [n]       |             |           |        |           | ŋ [ŋ]    |          |           |
| Semi-voyelle | Semi-voyelle | w [w]      |             |             |           |        | j [j]     |          |          |           |

### Tons
L'a'ou de Bigong est une langue tonale, avec 4 tons.
| Ton | Valeur | Exemple    | Traduction |
| --- | ------ | ---------- | ---------- |
|     | 55     | i55        | eau        |
|     | 33     | ble33      | humide     |
|     | 13     | pha13kəu33 | bracelet   |
|     | 31     | ɭo31       | terre, sol |